# Julie Bernard
Julie Bernard  (n. 1 ianuarie 1980) este o actriță belgiană.

## Date biografice
Ea a studiat printre altele la universitatea din Angers.

## Filmografie selectată
- Le coeur des hommes (2013) rolul lui Alice
- Nos plus belles vacances (2012) rolul lui Marie-Jeanne
- Rien à déclarer (2010) rolul lui Louise Vandevoorde